# Mohammed Mrabet
Pour les articles homonymes, voir M'rabet.
Mohammed Mrabet (de son vrai nom Mohammed Ben Chaib el Hajam), né le 8 mars 1936 à Tanger, est un écrivain et un peintre marocain.
Auteur et conteur de patrimoine berbère de la tribu des Beni Ouriaghel vivant dans les montagnes du Rif, Mrabet est surtout connu en Occident par l'intermédiaire de son association avec Paul Bowles, William Burroughs et Tennessee Williams. Il vit toujours à Tanger. 

## Œuvres
- L'Amour pour quelques cheveux, Mohammed Mrabet, Paul Bowles, traduction de Love with a few hairs par Yves Malartic, Gallimard, 1972
- M'haschich, contes enregistrés et retranscrits par Paul Bowles, traduction de l'anglais par Claude Thomas, illustrations de Félix Monsonis, Le Dernier Terrain vague, 1978  (ISBN 9782862190075)
- Le Citron, texte recueilli et transcrit de l'arabe par Paul Bowles, en collab. avec Mohammed Mrabet, traduction de The Lemon par Gilberte Marchegay, C. Bourgois, 1989
- Le Café de la plage ; La Voix, transcrit et traduit de l'arabe par Paul Bowles, traduction de The Beach Café et préface par Brice Matthieussent, C. Bourgois, 1989
- Le Grand Miroir, Mohammed Mrabet, transcrit et traduction de l'arabe par Paul Bowles, traduction de The Big mirror par Chantal Mairot-Queyras, C. Bourgois, 1989
- Mémoires fantastiques, transcrit et adapté par Éric Valentin, Lyon, Rouge inside, 2011  (ISBN 978-2-918226-06-2)